# Hofferia mauritanica
Hofferia mauritanica là một loài ong trong họ Megachilidae. Loài này được Lucas miêu tả khoa học đầu tiên năm 1846.